# دهستان میان‌رخ
میان‌رخ، دهستانی است از توابع بخش جلگه‌رخ شهرستان تربت حیدریه در استان خراسان رضوی ایران.

## جمعیت
براساس سرشماری سال ۱۳۸۵جمعیت آن  ۵۹۰۳نفر (۱۴۲۹خانوار) بوده است. 